# Bzovík
Bzovík (em húngaro: Bozók) é um município da Eslováquia, situado no distrito de Krupina, na região de Banská Bystrica. Tem 12,99 km² de área e sua população em 2018 foi estimada em 1.144 habitantes.

## Demografia
| Ano:        | 1994 | 2004    | 2014   | 2024   |
| ----------- | ---- | ------- | ------ | ------ |
| Broj ljudi: | 924  | 1048    | 1148   | 1116   |
| Razlika:    |      | +13,41% | +9,54% | -2,78% |

| Ano:               | 2023 | 2024   |
| ------------------ | ---- | ------ |
| Número de pessoas: | 1119 | 1116   |
| Diferença:         |      | -0,26% |